# Mjövattnet (Gudmundrå socken, Ångermanland)
Mjövattnet är en sjö i Kramfors kommun i Ångermanland och ingår i Ångermanälven-Gådeåns kustområde. Sjön har en area på 0,225 kvadratkilometer och ligger 187,1 meter över havet. Sjön avvattnas av vattendraget Kramforsån (Tvärån).

## Delavrinningsområde
Mjövattnet ingår i det delavrinningsområde (698038-159168) som SMHI kallar för Utloppet av Mjövattnet. Medelhöjden är 227 meter över havet och ytan är 2,58 kvadratkilometer. Räknas de 9 avrinningsområdena uppströms in blir den ackumulerade arean 46,49 kvadratkilometer. Avrinningsområdets utflöde Kramforsån (Tvärån) mynnar i havet. Avrinningsområdet består mestadels av skog (71 procent) och öppen mark (13 procent). Avrinningsområdet har 0,22 kvadratkilometer vattenytor vilket ger det en sjöprocent på 8,6 procent.